# Rio Guaxindiba (vattendrag i Brasilien, lat -21,48, long -41,07)
Rio Guaxindiba är ett vattendrag i Brasilien.   Det ligger i delstaten Rio de Janeiro, i den sydöstra delen av landet, 1 000 km sydost om huvudstaden Brasília.